# Daniel Miehm
Daniel Joseph Miehm (ur. 27 sierpnia 1960 w Kitchner) – kanadyjski duchowny katolicki, biskup Peterborough od 2017.

## Życiorys

### Prezbiterat
Święcenia kapłańskie otrzymał 6 maja 1989 i został inkardynowany do diecezji Hamilton. Pracował głównie jako duszpasterz parafialny, był także m.in. obrońcą węzła małżeńskiego w sądzie biskupim oraz kapelanem miejscowego stowarzyszenia katolickich prawników.

### Episkopat
20 lutego 2013 papież Benedykt XVI mianował go biskupem pomocniczym diecezji Hamilton, ze stolicą tytularną Gor. Sakry udzielił mu 7 maja 2013 biskup Hamilton Douglas Crosby.
10 marca 2017 papież Franciszek mianował go biskupem diecezji Peterborough.